# تفسير العوالم المتعددة
تفسير العوالم المتعددة (بالإنجليزية: Many-worlds interpretation)‏ هو تفسير لميكانيكا الكم يؤكد أن الدالة الموجية الكونية هي حقيقية بشكل موضوعي ويؤكد أيضًا عدم وجود انهيار للدالة الموجية. يتضمن ذلك أن كل القياسات الكمومية تُدرك فيزيائيًا في عالم معين أو كون معين. على عكس بعض التفسيرات الأخرى، مثل تفسير كوبنهاغن، يُعد تطور الواقع في تفسير العوالم المتعددة حتميًا بشكل جامد. يُشار إلى العوالم المتعددة أحيانًا بصيغة الحالة النسبية أو تفسير إيفيرت نسبةً للعالم هيو إيفيريت الذي اقترحها للمرة الأولى عام 1957. عُممت الصيغة وسُميت العوالم المتعددة من قبل برايس ديويت في ستينيات وسبعينيات القرن الماضي.

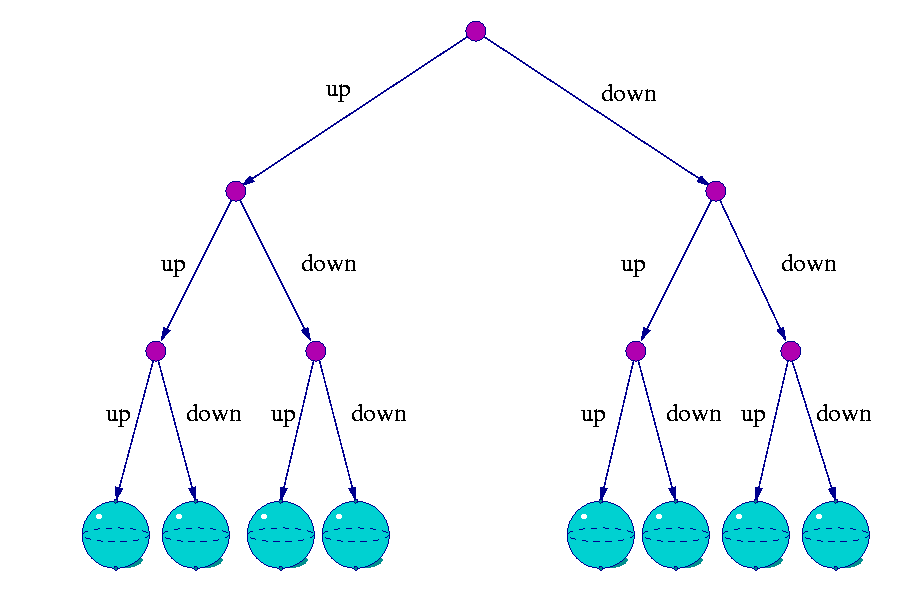

في العوالم المتعددة، يُفسر الظهور الموضوعي لانهيار الدالة الموجية عن طريق آلية إزالة الترابط الكمي. اكتُشفت مقاربات إزالة الترابط لتفسير نظرية الكم بشكل واسع وطُورت منذ سبعينيات القرن الماضي وأصبحت معروفة على نطاق واسع. يُعتبر تفسير العوالم المتعددة حاليًا تفسيرًا سائدًا بالإضافة إلى تفسيرات إزالة الترابط الأخرى ونظريات الانهيار (بما في ذلك تفسير كوبنهاغن) ونظريات المتغيرات المخفية مثل ميكانيكا بوهميان.
يتضمن تفسير العوالم المتعددة أن هناك عدد كبير جدًا -أو لا نهائي- من الأكوان، يُعد هذا التفسير إحدى الفرضيات المثيرة للأكوان المتعددة في الفيزياء والفلسفة، ويرى هذا التفسير الزمن مثل شجرة متعددة الفروع وفيها تُدرك كل نتيجة كمومية. يعمد ذلك إلى حل مفارقات الارتباط في نظرية الكم مثل مفارقة إي بي آر وقطة شرودينغر بما أن كل نتيجة ممكنة في حدث كمومي توجد في كون خاص بها.

## الأصل
ألقى إرفين شرودينغر عام 1952 محاضرةً في دبلن وحذر الحضور فيها بشكل هزلي أن ما هو على وشك قوله سيبدو جنونيًا بعض الشيء، وذهب للتأكيد أن المعادلة التي ضمنت له الفوز بجائزة نوبل يبدو أنها تصف عدة تواريخ وهذه التواريخ لا بديل لها بل تحدث حقيقةً مع بعضها. يُعد هذا أول مرجع لذكر العوالم المتعددة.

## الخطوط العريضة
رغم أن عدة نماذج للعوالم المتعددة اقتُرحت منذ عمل هيو إيفيريت الأصلي، تحوي كلها فكرة أساسية؛ إن معادلات الفيزياء التي تعدل تطور الزمن في الأنظمة التي لا تحوي مراقبين ضمنيين هي كافية للأنظمة المعدلة التي تحوي مراقبين؛ وبشكل خاص لا يوجد مُحفز لانهيار الدالة الموجية مثلما اقترح تفسير كوبنهاغن، على شرط أن تكون النظرية خطية فيما يتعلق بالدالة الموجية فإن الشكل الدقيق للديناميكا الكمومية المعدلة على غرار معادلة شرودينغر غير النسبية أو نظرية الحقل الكمومي النسبية أو بعض أشكال الجاذبية الكمومية أو نظرية الأوتار لا يغير من صلاحية تفسير العوالم المتعددة بما أن تفسير العوالم المتعددة هو ميتانظرية (نظرية ماورائية) تُطبق على كل النظريات الكمومية الخطية ولا يوجد دليل تجريبي على عدم خطية الدالة الموجية في الفيزياء. إن استنتاج تفسير العوالم المتعددة الأساسي هو أن الكون (وفي هذا السياق الأكوان المتعددة) يتكون من تراكب كمومي لعدة أكوان متوازية أو عوالم كمومية كثيرة ويمكن أن تكون لا نهائية لا تُعد ولا تُحصى وغير متزايدة وغير متصلة.
تأصلت فكرة تفسير العوالم المتعددة في أطروحة الدكتوراه التي قدمها إيفريت في جامعة برينستون وكان عنوانها «الدالة الموجية الكونية» إذ طورها تحت إشراف مستشار أطروحته جون أرشيبالد ويلر، نُشر منها جزء مختصر عام 1957 بعنوان «صيغة الحالة النسبية لميكانيكا الكم» (ساهم ويلر باقتراح كتابة الحالة النسبية). أطلق إيفريت أساسًا على مقاربته اسم تفسير الارتباط إذ تُشير كلمة الارتباط إلى التشابك الكمي. يعود إطلاق كلمة العوالم المتعددة إلى برايس ديويت الذي كان مسؤولًا عن التعميم الواسع لنظرية إيفريت التي تجوهلت لعقد من الزمن بعد نشرها. أصبحت عبارة ديويت العوالم المتعددة مشهورةً على نطاق واسع أكثر من عبارة إيفريت الأصلية الدالة الموجية الكونية أو عبارة إيفريت-ويلر صيغة الحالة التي نسي البعض أنها مصطلح آخر ليس أكثر. إن محتوى كل من ورقة إيفريت البحثية ومقالات ديويت المشهورة هو ذات المحتوى.
يتشارك تفسير العوالم المتعددة بعدة تشابهات مع التفسيرات الأخرى ما بعد حقبة إيفريت لميكانيكا الكم التي استخدمت إزالة الترابط لتفسير عملية القياس أو انهيار الدالة الموجية. يتعامل تفسير العوالم المتعددة مع التواريخ الأخرى أو العوالم بصفتها حقيقية بما أنها تعتبر الدلة الموجية الكونية بصفتها الكينونية الفيزيائية الأساسية أو الكينونة الأساسية التي تخضع في كل الأوقات إلى معادلة الموجة الحتمية. تنظر تفسيرات إزالة الارتباط الأخرى مثل التواريخ المتسقة أو التفسير الوجودي...إلخ إلى العوالم الكمومية الزائدة بصفتها مجازية بمعنى معين أو لاأدرية عن واقعها، من الصعب أحيانًا التمييز بين المتغيرات المختلفة. يُميز تفسير العوالم المتعددة بصفتين؛ الأولى أنه يفترض الواقعية والتي تعين الدالة الموجية ويملك أصغر بنية رسمية ممكنة، إذ يرفض المتغيرات المخفية أو الاحتمال الكمومي أو أي شكل من أشكال مسلمات الانهيار (أي الكوبنهاغنية) أو المسلمات العقلية (مثلما يفعل تفسير العقول المتعددة).
اقتُرحت تفسيرات إزالة الارتباط التي تستخدم الاصطفاء البيئي الفائق لتفسير كيف يظهر عدد صغير من مؤشرات الحالة الكلاسيكية من فضاء هيلبرت الهائل للتراكب الفائق من قبل فويشيتش هـ. زوريك. تحت تدقيق البيئة، تبقى مؤشرات الحالة دون تغير. ينفك ارتباط الحالات الأخرى إلى مزيج من مؤشرات الحالة المستقرة التي يمكن أن تستمر، وبهذا المعنى، توجد أي تُصطفى بيئيًا. تُكمِّل هذه الأفكار تفسير العوالم المتعددة وتجعل هذا التفسير متوافقًا مع رؤيتنا للواقع.
يُشار إلى العوالم المتعددة على أنها نظرية بدلًا من كونها تفسيرًا فقط، من قبل أولئك الذين اقترحوا العوالم المتعددة يمكنهم تقديم تنبؤات مستساغة (مثل دافيد دويتش) أو يمكن دحضها (مثل إيفريت) أو من قبل أولئك الذين اقترحوا أن كل التفسيرات غير المنتمية إلى العوالم المتعددة هي متعارضة وغير منطقية وغير علمية في رؤيتهم للقياسات؛ وحاجج هيو إيفريت أن هذه الصيغة هي ميتانظرية، بما أنها تُصدر تصريحات حول التفسيرات الأخرى لنظرية الكم، إنها المقاربة الوحيدة المتماسكة لتفسير كل من ميكانيكا الكم وظهور العالم. يرفض دويتش إطلاق كلمة تفسير على العوالم المتعددة قائلًا أن الأمر مماثل للقول أن الديناصورات هي تفسير للسجل الأحفوري.

## تفسير انهيار الدالة الموجية
مثلما هو الحال مع التفسيرات الأخرى لميكانيكا الكم، يُحفَز تفسير العوالم المتعددة بسلوك يمكن رسمه من خلال تجربة الشق المزدوج. عندما تعبر جسيمات الضوء (أو أي شيء آخر) عبر الشق المزدوج يفترض الحساب سلوك الضوء بشكل مشابه للموجة ما يمكن استخدامه للتعرف أين يمكن رصد تلك الجزيئات. ومع ذلك عند رصد تلك الجسيمات في هذه التجربة، تظهر بصفتها جسيمات (في أماكن محددة) وليس بصفتها موجات غير متموضعة.
اقترحت بعض نماذج تفسير كوبنهاغن لميكانيكا الكم عملية انهيار، وفيها ينهار نظام كمي غير محدد بشكل احتمالي أو يختار نتيجة واحدة محددة لتفسير ظاهرة الرصد. اعتُبر انهيار الدالة الموجية على نطاق واسع على أنه اصطناعي ومخصص، لذا اعتُبر وجود تفسير مغاير يمكن فيه فهم سلوك القياسات أمرًا مرغوبًا.
وفرت أطروحة إيفريت للدكتوراه تفسيرًا مغايرًا. قال إيفريت أنه بالنسبة لنظام مركب -على سبيل المثال كائن (الراصد أو جهاز القياس) يرصد جسمًا (النظام المرصود، كالجسيم) – فإن القول بأن أي من الراصد أو المرصود لهم حالة محددة هو كلام دون معنى، في التعبير الحديث، يصبح الراصد والمرصود متشابكان ونستطيع تحديد حالة أحدهما بالنسبة للآخر أي إن حالة الراصد والمرصود ترتبط بعد القيام بعملية الرصد. قاد ذلك إيفريت أن يشتق من الدينامييات الوحدوية الحتمية (دون افتراض انهيار الدالة الموجية) فكرة نسبية الحالات.
لاحظ إيفريت أن الديناميات الوحدوية الحتمية هي وحدها من تقرر أنه وبعد إنجاز عملية الرصد، يحتوي كل عنصر من عناصر التراكب الكمومي للدوال الموجية المجمعة للكائن-الجسم حالتين نسبيتين: حالة جسم منهارة والراصد المتعاون الذي رصد ذات النتيجة المنهارة، يُصبح ما يراه الراصد وحالة الجسم مرتبطين بفعل القياس أو الرصد. يستمر التطور اللاحق لكل زوج من الحالات النسبية للكائن-الجسم دون مبالاة تامة فيما يتعلق بوجود العناصر الأخرى أو غيابها، كما لو أن انهيار الموجة قد حدث، ما يؤدي إلى أن الرصد اللاحق يكون متسقًا دائمًا مع الرصد المبكر. وهكذا برز ظهور انهيار الدالة الموجية للجسم من النظرية الوحدوية الحتمية بذاتها. (يجيب هذا على نقد آينشتاين المبكر لنظرية الكم، وهو أن على النظرية تحديد ما يُرصد وليس المرصودات هي ما تحدد النظرية). وبما أن الدالة الموجية انهارت في ذلك الوقت، كما أوضح إيفريت، فليس هناك حاجة للافتراض أنها انهارت. وهكذا، باستدعاء نصل أوكام، أزال افتراض انهيار الدالة الموجية من النظرية.

## رفض التفسير
يعتقد بعض العلماء أن تفسير العوالم المتعددة هو فكرة غير قابلة للدحض، وبالتالي فهو فكرة غير علمية، لأننا لا يمكننا التواصل مع الأكوان المتعددة المتوازية حيث أن المعلومات لا يمكن تبادلها بين هذه الأكوان. بينما يدعي آخرون أن فكرة العوالم المتعددة يمكن اختبارها بشكل مباشر.
روجر بنروزه يدعي أن التفسير فكرة خاطئة، لأنها قائمة على تبسيط مبالغ به لميكانيكا الكم لا يشمل قوى الجاذبية. وبرأيه فإن تطبيق ميكانيكا الكم التقليدية على الكون ينتهي فعلا لفكرة الأكوان المتعددة. لكن افتقارنا لنظرية جاذبية كمية ناجحة ينفي إمكانية تطبيق ميكانيكا الكم التقليدية بشمولية في الكون. طبقا لبنروزه فـ «لابد للقواعد أن تتغير عندما نأخذ الجاذبية في الإعتبار». يستكمل بنروزه كلامه بالقول بأن الجاذبية ترسخ دعائم الواقع وأن الأحداث الإحتمالية تتحول لحدث نهائي واحد في حضور الجاذبية: «الإلكترونات والذرات والجزيئات وما إلى ذلك هي متضائلة الصغر لدرجة أنها لا تتطلب أي طاقة تقريبا للحفاظ على جاذبيتها وبالتالى على حالاتها المتداخلة. يمكنها جميعا البقاء في هذه الحالة للأبد، تماما كما تتنبأ نظرية الكم القياسية». ولكن على الجانب الآخر: «ففي حالة الأجسام الكبيرة، فالحالات المتعددة تختفي فورا لأن هذه الأجسام تخلق مجالا تجاذبيا كبيرا».
وفيلسوف العلوم روبرت بي كريز يقول أن تفسير العوالم المتعددة هو «أحد أكثر الأفكار لا معقولية ولا واقعية في تاريخ العلم» لأنه يعني «أن كل ما يمكن تخيله يحدث فعلا.» والكاتب العلمي فيليب بال يصف تفسير العوالم المتعددة بانه خيالات لأنه «خلف كل هذه المعادلات العلمية والمنطق الرمزي، فهناك تصورات تخيلية وإفتراضية». 
ويرفض الفكرة أيضا الفيزيائي النظري جيرارد هوفت: «لا أؤمن بأننا يجب أن نقبل بتفسير العوالم المتعددة. في الواقع، سيكون هناك عددا مذهلا من العوالم المتوازية، والتي تتواجد فقط لأن الفيزيائيين لا يستطيعون تحديد من هي العوالم الحقيقية بينها».
آشر بيريز كان ناقدا مفوها ضد التفسير. وقد عنوّن أحد فصول كتاب له: «تفسير إيفيريت ونظريات سخيفة أخرى». يدعي بيريز بأن تفسيرات العوالم المتعددة المتعددة لا تفعل شيئا بخصوص معضلة إنهيار الدالة الموجية سوى تحويل الإبهام والعشوائية لتنطبق على العوالم نفسها، هل هي منفصلة عن بعضها؟ لا يمكننا بعد الوصول لأي معيار موضوعي لحدوث مثل هذا الإنفصال.